# Список железных дорог Российской империи
Алфавитный список названий железных дорог Российской империи за период с 1837 года по 1917 год.
Название сопровождается указанием даты ввода в действие или реорганизации (слияния/выделения) железной дороги. В случае, если в состав одной железной дороги входили другие, информация представлена в виде таблицы.
- Железные дороги, существовавшие по состоянию на 1917 год, выделены полужирным.
  - Железные дороги, вошедшие до 1917 года в другие, в списке представлены курсивом с отступом.

| # А Б В Г Д Е Ё Ж З И К Л М Н О П Р С Т У Ф Х Ц Ч Ш Щ Э Ю Я |

## А
- Аккерманская (1916 год): Бессарабская — Аккерман
- Александровская: Москва — Брест

| Александровская (1912 год) | Московско-Брестская (1871 год) | Смоленско-Брестская (1870 год)  |
| Александровская (1912 год) | Московско-Брестская (1871 год) | Московско-Смоленская (1870 год) |

- Алтайская (1915 год): Новониколаевск — Алтайская—Семипалатинск, с веткой до Бийска
- Алят-Аштарская (1914 год): Алят — Аштар
- Амурская (1916 год): Куэнга — Хабаровск, с веткой на Благовещенск
- Армавир-Туапсинская (1915 год): Ставрополь — Армавир — Туапсе

## Б
- - Балтийская (см. Северо-Западные)
  - Балтийско-Псковско-Рижская (см. Северо-Западные)
- Баскунчакская (1882 год): Ахтуба — Нижний Баскунчак, с ветвями к станциям Северная Озёрная и Южная Озёрная
  - Белгород-Сумская (см. Южные)
- Бессарабские (1916 год)
- Богословская: Богословский — Кушва

| Богословская (1906 год) | Богословско-Сосьвинская (1884 год) |

- - Богословско-Сосьвинская (см. Богословская)
  - Боржоми-Бакурианская (см. Закавказские)
  - Боровичская (см. Николаевская)
  - Брестско-Граевская (см. Юго-Западные)
  - Брестско-Галацкая (см. Юго-Западные)
  - Брестско-Одесская (см. Юго-Западные)
  - Брестско-Тернопольская (см. Привислинские)
- Бухарская (1915 год): Каган — Бухара

## В
- Варшавские подъездные пути (1904 год): 1) Груецкий (Варшава — Гора-Кальвария, с ветвями на Могельницу); 2) Яблоновский (Яблонна — Варшава — Карчев); 3) Виляновский (Варшава — Вилянов — Пясечно)
  - Варшавско-Бромбергская (см. Варшавско-Венская)
- Варшавско-Венская (1848 год): Варшава — Замбковице — граница, с ветвями на Сосновицы, Калиш и Александров

| Варшавско-Венская (1890 год) | Варшавско-Венская (1848 год)      |
| Варшавско-Венская (1890 год) | Варшавско-Бромбергская (1846 год) |

- - Варшавско-Тереспольская (см. Привислинские)
  - Вильно-Ровенская (см. Полесские)
- Владикавказская: Ростов — Владикавказ, с линиями и ветвями на Азов-Порт, Новороссийск, Царицын, Ставрополь, Екатеринодар, Кисловодск, Святой Крест, Наурскую, Петровск, Темир-Хан-Шуру и Баладжары.

| Владикавказская (1885 год) | Ростово-Владикавказская (1875 год) |

- - Волго-Бугульминская (см. Самаро-Златоустовская)
  - Волго-Донская (см. Юго-Восточные)
- Вольмарский подъездной путь (1912 год): Гайнаш — Вольмар — Смильтен
  - Воронежско-Ростовская (см. Юго-Восточные)
  - Восточно-Галицийская (см. Галицийские)

## Г
- Галицийские: Лемберг — Черновицы, с ветвями военного назначения

| Галицийские (1915 год) | Восточно-Галицийская (1896 год) |
| Галицийские (1915 год) | Лемберг-Черновицкая (1914 год)  |

- Гербы-Келецкая: Гербы — Келец

| Гербы-Келецкая (1908 год) | Гербы-Ченстоховская (1903 год) |

- - Гербы-Ченстоховская (см. Гербы-Келецкая)
  - Грязе-Царицынская (см. Юго-Восточные)
  - Грушевско-Донская железная дорога[1][2][3] (см. Юго-Восточные)

## Д
- - Двинско-Витебская (см. Риго-Орловская)
  - Джанкой-Феодосийская (см. Южные)
- Джульфо-Тавризская (см. Закавказские): Джульфа — Тавриз
  - Динабурго-Витебская (см. Риго-Орловская)
  - Донецко-Каменноугольная (см. Екатерининская)

## Е
- Евлах-Шушинская (1914 год): Евлах — Шуша
- Ейская (1911 год): Сосыка — Ейск
  - Екатеринбурго-Тюменская (см. Северо-Восточные)
- Екатерининская: Ростов-на-Дону — Горловка — Екатеринослав — Долинская, с ветвями на Зверево, Мариуполь, Миллерово, Бердянск, Купянск

| Екатерининская (1893 год) | Екатерининская (1884 год)          | Екатерининская (1884 год)          |
| Екатерининская (1893 год) | Донецко-Каменноугольная (1880 год) | Донецко-Каменноугольная (1875 год) |
| Екатерининская (1893 год) | Донецко-Каменноугольная (1880 год) | Константиновская (1872 год)        |

- - Елецко-Грязская (см. Юго-Восточные)

## Ж
- - Жабинско-Пинская (см. Полесские)
- Житомирская (1915 год): Бердичев — Житомир — Овруч
  - Жуковско-Акуличская (см. Риго-Орловская)

## З
- Забайкальская: Иркутск — Байкал — паромная переправа — Мысовая — Сретенск, с линиями на Кяхту и Маньчжурию

| Забайкальская (1914 год) | Забайкальская (1901 год) |
| Забайкальская (1914 год) | Кяхтинская (1912 год)    |

- Закавказские: Поти — Тифлис — Баку, с ветвями на Батум, Боржоми, Карс и Сарыкамыш, Эривань, Джульфу. Построенные в период Первой мировой войны: Сарыкамыш — Эрзурум, Шахтахты — Трабзон, Батуми — Трабзон, Догубаязит — оз. Ван и д.р.

| Закавказские (1913 год)       | Закавказские (1894 год) | Закавказские (1883 год)         | Поти-Тифлисская (1871 год)      |
| Джульфо-Тавризская (1913 год) | Закавказские (1894 год) | Боржоми-Бакурианская (1887 год) | Боржоми-Бакурианская (1887 год) |

- - Закаспийская железная дорога (см. Среднеазиатская)
  - Западно-Сибирская (см. Омская)
- Западно-Уральская (1916 год): Бердяуш — Лысьва

## И
- - Ивангородо-Домбровская (см. Привислинские)
- Ириновская (1892 год): Санкт-Петербург — Ириновка — Борисова Грива.

## К
- Кахетинская (1916 год): Тифлис — Телави
- Кувшиновский подъездной путь (1911 год): Торжок — Кувшиново — Селижарово
  - Киево-Балтская (см. Юго-Западные)
  - Киево-Брестская (см. Юго-Западные)
  - Киевско-Воронежская (см. Московско-Киевско-Воронежская)
- Китайско-Восточная: 1) Маньчжурия — Харбин — Пограничная, с линиями на Куаньченцзы и Дальний[5]; 2) Владивосток — Хабаровск, с веткой на Пограничную

| Китайско-Восточная (1906 год) | Китайско-Восточная (1900 год) | Китайско-Восточная (1900 год) |
| Китайско-Восточная (1906 год) | Уссурийская (1897 год)        | Южно-Уссурийская (1891 год)   |

- - Кишинёвская (см. Юго-Западные)
- Ковельско-Владимирская (1906 год): Ковель — Владимир-Волынский
  - Козлово-Воронежская (см. Юго-Восточные)
  - Козлово-Воронежско-Ростовская (см. Юго-Восточные)
  - Коканд-Наманганская (см. Ферганская)
- Кольчугинская (1915 год): Юрга — Кольчугино (началось строительство линии до Кузнецка)
  - Константиновская (см. Екатерининская)
- Кругобайкальская (1905 год): Байкал — Мысовая
  - Курско-Киевская (см. Московско-Киевско-Воронежская)
  - Курско-Харьково-Азовская (см. Южные)
  - Курско-Лозово-Севастопольская  (см. Южные)
  - Кяхтинская (см. Забайкальская)

## Л
- - Ландварово-Роменская (см. Либаво-Роменская)
  - Лемберг-Черновицкая (см. Галицийские)
- Либаво-Газенпотский подъездной путь (1901 год): Либава — Газенпот
  - Либаво-Кошедарская (см. Либаво-Роменская)
- Либаво-Роменская: Либава — Ромны

| Либаво-Роменская (1877 год) | Либаво-Кошедарская (1871 год)   |
| Либаво-Роменская (1877 год) | Ландварово-Роменская (1873 год) |

- - Ливенская (см. Юго-Восточные)
- Лифляндские подъездные пути (1903 год): Валк — Мариенбург — Штоксмангоф, с ветками на Пыталово и Иерику.
- Лодзинская фабричная (1866 год): Лодзь — Колюшки, с ветками на Слотваны, Видзев
- Лодзинские электрические подъездные пути (1901 год)
  - Лозово-Севастопольская (см. Южные)

## М
- Мальцовская фабричная (1911 год): Радица — Дятьково — Людиново — Песочня, с ветками на Бытошь, Шахту и временными лесовозными
- Марковский подъездной путь (1907 год): Варшава — Марки — Радимин
  - Мелекесский подъездной путь (см. Самаро-Златоустовская)
  - Митавская (см. Риго-Орловская)
- Московская окружная (см. Николаевская)
  - Московско-Брестская (см. Александровская)
- Московско-Виндаво-Рыбинская: 1) Рыбинск — Псков, с ветками на Новгород и Сольцы, Кашин и Красный Холм; 2) Москва — Виндава; 3) Санкт-Петербург — Витебск

| Московско-Виндаво-Рыбинская (1897 год) | Рыбинская (1895 год)      | Рыбинско-Бологовская (1870 год)  |
| Московско-Виндаво-Рыбинская (1897 год) | Рыбинская (1895 год)      | Новгородско-Чудовская (1871 год) |
| Московско-Виндаво-Рыбинская (1897 год) | Царскосельская (1837 год) |                                  |

- Московско-Казанская: Москва — Рязань — Казань (строилось продолжение на Екатеринбург), с ветками на Арзамас (строилось продолжение на Шахраны), Земетчино, Пензу, Сызрань и Батраки, Нижний Новгород (строилось продолжение на Котельнич), Симбирск

| Московско-Казанская (1902 год) | Московско-Казанская (1891 год)        | Московско-Рязанская (1862 год) |
| Московско-Казанская (1902 год) | Ореховский подъездной путь (1897 год) |                                |

- Московско-Киевско-Воронежская: Москва — Киев, с ветками на Воронеж, Одессу, Чернигов и Гомель и Полтаву.

| Московско-Киевско-Воронежская (1900 год) | Киевско-Воронежская (1894 год) | Курско-Киевская (1868 год) |

- - Московско-Курская (см. Московско-Курская, Нижегородская и Муромская)
- Московско-Курская, Нижегородская и Муромская: 1) Москва — Курск; 2) Москва — Нижний Новгород с веткой на Муром

| Московско-Курская, Нижегородская и Муромская (1893 год) | Московско-Курская (1868 год)       | Московско-Серпуховская (1866 год)  |
| Московско-Курская, Нижегородская и Муромская (1893 год) | Московско-Нижегородская (1890 год) | Московско-Нижегородская (1861 год) |
| Московско-Курская, Нижегородская и Муромская (1893 год) | Московско-Нижегородская (1890 год) | Муромская (1880 год)               |

- - Московско-Нижегородская (см. Московско-Курская, Нижегородская и Муромская)
  - Московско-Рязанская (см. Московско-Казанская)
  - Московско-Серпуховская (см. Московско-Курская, Нижегородская и Муромская)
  - Московско-Смоленская (см. Александровская)
  - Московско-Ярославско-Вологодская (см. Северные)
- Московское Общество подъездных путей (1903 год): 1) Тула — Лихвин; 2) Рязань — Владимир
- Мурманская: Петроград — Мурманск

| Мурманская (1917 год) | Мурманская (1917 год) |
| Мурманская (1917 год) | Олонецкая (1915 год)  |

- - Муромская (см. Московско-Курская, Нижегородская и Муромская)

## Н
- Николаевская: Санкт-Петербург — Москва и с ветками на Мгу, Гатчину, Новгород и Вязьму, а также Полоцк и Седлец (?)

| Николаевская (1908 год)        | Николаевская (1896 год) | Николаевская (1896 год)                | Санкт-Петербурго-Московская (1847 год) | Санкт-Петербурго-Московская (1847 год) |
| Николаевская (1908 год)        | Николаевская (1896 год) | Николаевская (1896 год)                | Новоторжская (1888 год)                | Новоторжская (1870 год)                |
| Николаевская (1908 год)        | Николаевская (1896 год) | Николаевская (1896 год)                | Новоторжская (1888 год)                | Ржево-Вяземская (1874 год)             |
| Николаевская (1908 год)        | Николаевская (1896 год) | Путиловская железная дорога (1885 год) |                                        |                                        |
| Московская окружная (1908 год) | Николаевская (1896 год) | Боровичская (1877 год)                 | Боровичская (1877 год)                 | Боровичская (1877 год)                 |

- - Новгород-Чудовская (см. Московско-Виндаво-Рыбинская)
- Новозыбковский подъездной путь (1901 год): Новозыбков — Новгород-Северск
  - Новоторжская (см. Николаевская)

## О
- - Обоянская (см. Южные)
  - Одесская (см. Юго-Западные)
  - Одесская портовая (см. Юго-Западные)
  - Одесско-Балтская (см. Юго-Западные)
  - Олонецкая (см. Мурманская)
- Омская: Челябинск — Омск — Новониколаевск

| Омская (1912 год)  | Сибирская (1901 год) | Западно-Сибирская (1896 год) |
| Томская (1912 год) | Сибирская (1901 год) | Средне-Сибирская (1897 год)  |

- Ораниенбаумская электрическая (1916 год): Петроград — Стрельна
  - Ореховский подъездной путь (см. Московско-Казанская)
  - Орлово-Грязская (см. Юго-Восточные)
  - Орловско-Витебская (см. Риго-Орловская)

## П
- Первое общество подъездных путей (1892 год): 1) Свенцянский (Новосвенцяны — Поставы — Березвеч); 2) Пернов-Ревельский подъездной путь (Пернов — Валк, с веткой на Ревель и Тамсаль); 3) Южные (Житомир — Ольвиополь, с ветками на Винницу, Рудницу и Бершад, Семки[7]
  - Пермская (см. Северо-Восточные)
  - Пермь-Котласская (см. Северо-Восточные)
  - Пермь-Тюменская (см. Северо-Восточные)
- Петроградская окружная (1914 год)
- Петроковско-Сулеевский подъездной путь (1904 год): Петроков — Сулеев
- Подольская (1912 год): Шепетовка — Коростень (строилось продолжение на Жлобин)
- Полесские: 1) Брест — Жабинка — Брянск; 2) Вильна — Ровно, с веткой на Белосток; 3) Мосты — Гродна

| Полесские (1886 год) | Вильно-Ровенская (1882 год) |
| Полесские (1886 год) | Жабинско-Пинская (1881 год) |

- - Поти-Тифлисская (см. Закавказские)
  - Привислинская (см. Привислинские)
- Привислинские: 1) Млава — Варшава — Ковель, с ветками на Брест (из Ковеля и Холма) — Граево до Прусской границы; 2) Варшава — Брест, с ветками на Багратионовскую, Малкин — Остроленку — Лапы, Ивангород и Люблин, ; 3) Ивангород — Домброва, с ветками на Колюшки и Островец.

| Привислинские (1897 год) | Привислинские (1896 год)           | Привислинская (1876 год)         |
| Привислинские (1897 год) | Привислинские (1896 год)           | Брест-Тернопольская (1871 год)   |
| Привислинские (1897 год) | Привислинские (1896 год)           | Варшаво-Тереспольская (1866 год) |
| Привислинские (1897 год) | Привислинские (1896 год)           | Седлецко-Малкинская (1887 год)   |
| Привислинские (1897 год) | Иваногородо-Домбровская (1885 год) |                                  |

- Приморская Санкт-Петербург-Сестрорецкая (1892/1876 год): Санкт-Петербург — Сестрорецк — Дюны, с ветками на Озерки и Флюгов пост
  - Псковско-Рижская (см. Северо-Западные)
  - Путиловская железная дорога (см. Николаевская)

## Р
- - Ржевско-Вяземская (см. Николаевская)
  - Риго-Болдерааская (см. Риго-Орловская)
  - Риго-Двинская (см. Риго-Орловская)
  - Риго-Динабургская (см. Риго-Орловская)
- Риго-Орловская: Рига — Двинск — Витебск — Орёл, с ветками на Муравьёво, Туккум, Жлобин, Клетню

| Риго-Орловская (1897 год) | Риго-Орловская (1894 год)  | Риго-Двинская (1893 год)      | Риго-Динабургская (1861 год)   |
| Риго-Орловская (1897 год) | Риго-Орловская (1894 год)  | Риго-Двинская (1893 год)      | Риго-Больдерааская (1873 год)  |
| Риго-Орловская (1897 год) | Риго-Орловская (1894 год)  | Орловско-Витебская (1893 год) | Орловско-Витебская (1868 год)  |
| Риго-Орловская (1897 год) | Риго-Орловская (1894 год)  | Орловско-Витебская (1893 год) | Жуковско-Акуличская (1880 год) |
| Риго-Орловская (1897 год) | Риго-Орловская (1894 год)  | Двинско-Витебская (1890 год)  | Динабурго-Витебская (1866 год) |
| Риго-Орловская (1897 год) | Риго-Туккумская (1876 год) |                               |                                |
| Риго-Орловская (1897 год) | Митавская (1868 год)       |                               |                                |

- - Риго-Туккумская (см. Риго-Орловская)
  - Ростово-Владикавказская (см. Владикавказская)
  - Рыбинская (см. Московско-Виндаво-Рыбинская)
  - Рыбинско-Бологовская (см. Московско-Виндаво-Рыбинская)
  - Ряжско-Вяземская (см. Сызрано-Вяземская)
  - Ряжско-Моршанская (см. Сызрано-Вяземская)
  - Ряжско-Скопинская (см. Сызрано-Вяземская)
  - Рязано-Козловская (см. Рязано-Уральская)
- Рязано-Уральская: Москва — Рязань — Саратов — Уральск, с линиями на Смоленск, Камышин (из Тамбова), Таволжанку, Вольск, Александров Гай и Астрахань, Николаевск

| Рязано-Уральская (1892 год) | Рязано-Козловская (1866 год)   | Рязано-Козловская (1866 год)   |
| Рязано-Уральская (1892 год) | Козлово-Саратовская (1890 год) | Тамбово-Козловская (1866 год)  |
| Рязано-Уральская (1892 год) | Козлово-Саратовская (1890 год) | Тамбово-Саратовская (1866 год) |

## С
- - Самарканд-Андижанская (см. Среднеазиатская)
- Самаро-Златоустовская: Батраки — Самара — Челябинск; ветки на Сергиевские серные воды, Бугульму — Часовенскую, Бакал, Катав-Ивановский завод

| Самаро-Златоустовская (1917 год) | Самаро-Златоустовская (1896 год) | Самаро-Златоустовская (1893 год)       |
| Самаро-Златоустовская (1917 год) | Самаро-Златоустовская (1896 год) | Самаро-Оренбургская (1877 год)         |
| Самаро-Златоустовская (1917 год) | Волго-Бугульминская (1908 год)   | Волго-Бугульминская (1902 год)         |
| Ташкентская (1910 год)           | Волго-Бугульминская (1908 год)   | Мелекесский подъездной путь (1904 год) |

- - Самаро-Оренбургская (см. Самаро-Златоустовская)
  - Санкт-Петербурго-Вологодская (см. Северные)
  - Санкт-Петербурго-Вятская (см. Северные)
  - Санкт-Петербурго-Московская (см. Николаевская)
  - Санкт-Петербурго-Петергофская (см. Северо-Западные)
  - Северная (см. Северные)
- Северные: 1) Москва — Архангельск с ветками на Щёлково, Киржач, Иваново, Рыбинск, Романов-Борисоглебск, Кострому — Ермолино, Кинешму ; 2) Обухово — Вологда — Вятка; 3) Москва — Савёлово

| Северные (1907 год) | Московско-Ярославско-Архангельская (1898 год) | Московско-Ярославско-Архангельская (1898 год) | Московско-Ярославская (1862 год) |                     |
| Северные (1907 год) | Московско-Ярославско-Архангельская (1898 год) | Московско-Ярославско-Архангельская (1898 год) | Шуйско-Ивановская (1868 год)     |                     |
| Северные (1907 год) | Московско-Ярославско-Архангельская (1898 год) | Московско-Ярославско-Архангельская (1898 год) | Ярославско-Волгодская (1877 год) |                     |
| Северные (1907 год) | Санкт-Петербурго-Вятская (1907 год)           | Санкт-Петербурго-Вологодская (1905 год)       | Северная (1905 год)              | Северная (1905 год) |

- Северо-Восточная Уральская (1916 год): Алапаевск — Богданович, с веткой на Тавду
- Северо-Восточные: 1) Пермь — Чусовая — Екатеринбург — Челябинск, с веткой Пермь — Кунгур — Екатеринбург, на Березники, Тюмень, Туру, Алапаевск и Шадринск; 2) Пермь — Вятка — Котлас

| Северо-Восточные (1914 год) | Пермская (1899 год) | Пермь-Тюменская (1897 год)  | Уральская (1888 год) | Уральская горнозаводская (1878)    |
| Северо-Восточные (1914 год) | Пермская (1899 год) | Пермь-Тюменская (1897 год)  | Уральская (1888 год) | Екатеринбурго-Тюменская (1885 год) |
| Северо-Восточные (1914 год) | Пермская (1899 год) | Пермь-Котласская (1899 год) |                      |                                    |

- Северо-Западные: 1) Санкт-Петербург — Варшава, с ветками на Ситу, Вержболово, Ораны — Сувалки — Гродна 2) Тосно — Ревель — Балтийский порт, с веткой на Валк, Гапсаль; 3) Псков — Рига

| Северо-Западные (1906 год) | Санкт-Петербурго-Варшавская (1853 год) | Санкт-Петербурго-Варшавская (1853 год) | Санкт-Петербурго-Варшавская (1853 год)   |
| Северо-Западные (1906 год) | Балтийско-Псковско-Рижская (1893 год)  | Балтийская (1872 год)                  | Балтийская (1870 год)                    |
| Северо-Западные (1906 год) | Балтийско-Псковско-Рижская (1893 год)  | Балтийская (1872 год)                  | Санкт-Петербурго-Петергофская (1857 год) |
| Северо-Западные (1906 год) | Балтийско-Псковско-Рижская (1893 год)  | Псковско-Рижская (1889 год)            |                                          |

- Северо-Донецкая (1909 год): Льгов — Харьков — Родаково — Лихая, с ветками на Краматорскую, Никитовку, Бежановку и другие
  - Седлецко-Малкинская (см. Привислинские)
- Семиреченская (1917 год): Арысь — Бурное (продолжалось строительство на Верный)
  - Сибирская (см. Омская)
  - Смоленско-Брестская (см. Александровская)
- Среднеазиатская: Красноводск — Ташкент, с ветками на Кушку, Андижан

| Среднеазиатская (1889 год) | Закаспийская (1880 год)          |
| Среднеазиатская (1889 год) | Самарканд-Андижанская (1882 год) |

- - Средне-Сибирская (см. Омская)
- Стародубский подъездной путь (1900 год): Унеча — Стародуб
  - Сумская (см. Южные)
- Сызрано-Вяземская: Вязьма — Ряжск — Сызрань — Батраки, с ветками на Елец и Земетчино

| Сызрано-Вяземская (1897 год) | Ряжско-Вяземская (1874 год)   | Ряжско-Вяземская (1873 год)  |
| Сызрано-Вяземская (1897 год) | Ряжско-Вяземская (1874 год)   | Ряжско-Скопинская (1870 год) |
| Сызрано-Вяземская (1897 год) | Ряжско-Моршанская (1867 год)  |                              |
| Сызрано-Вяземская (1897 год) | Сызрано-Моршанская (1874 год) |                              |

- - Сызрано-Моршанская (см. Сызрано-Вяземская)

## Т
- - Тамбово-Козловская (см. Рязано-Уральская)
  - Тамбово-Саратовская (см. Рязано-Уральская)
- Ташкентская (см. Самаро-Златоустовская): Кинель — Оренбург — Ташкент
  - Токмакская (см. Южные)
- Томская (см. Омская): Новониколаевск — Иркутск, с веткой на Томск
  - Троицкая (см. Северные)
- Троицкая (1913 год): 2) Полетаево — Троицк — Кустанай (строилась ветка на Челябинск и на Орск); 2) Орск — Оренбург

## У
- - Уральская (см. Северо-Восточные)
  - Уральская горнозаводская (см. Северо-Восточные)
  - Уссурийская (см. Китайско-Восточная)

## Ф
- - Фастовская (см. Юго-Западные)
- Ферганская: Коканд — Наманган; Андижан — Чинабад и другие

| Ферганская (1915 год) | Коканд-Наманганская (1912 год) |

## Х
- - Харьково-Кременчугская (см. Южные)
  - Харьково-Николаевская (см. Южные)
  - Харьково-Таганрогская (см. Южные)

## Ц
- - Царскосельская (см. Московско-Виндаво-Рыбинская)

## Ч
- Черноморско-Кубанская (1916 год): Екатеринодар — Ахтари (строилась линия Крымская — Кущёвская)

## Ш
- - Шуйско-Ивановская (см. Северные)
- Шушуньская (1913 год)

## Э
- Эмира Бухарского (1913 год)

## Ю
- Юго-Восточные: 1) Орёл — Царицын с ветками Елец — Валуйки и на Калач-на-Дону и Лихую; 2) Харьков — Балашов; 3) Козлов — Воронеж — Ростов-на-Дону с ветками на Анну, Рамонь

| Юго-Восточные (1895 год) | Юго-Восточные (1892 год) | Орлово-Грязская (1870 год)               | Елецко-Грязская (1868 год)       | Елецко-Грязская (1868 год)     |
| Юго-Восточные (1895 год) | Юго-Восточные (1892 год) | Козлово-Воронежско-Ростовская (1876 год) | Козлово-Воронежская (1869 год)   | Козлово-Воронежская (1869 год) |
| Юго-Восточные (1895 год) | Юго-Восточные (1892 год) | Козлово-Воронежско-Ростовская (1876 год) | Воронежско-Ростовская (1872 год) | Грушевско-Донская (1863 год)   |
| Юго-Восточные (1895 год) | Юго-Восточные (1892 год) | Грязе-Царицынская (1876 год)             | Грязе-Царицынская (1869 год)     | Грязе-Царицынская (1869 год)   |
| Юго-Восточные (1895 год) | Юго-Восточные (1892 год) | Грязе-Царицынская (1876 год)             | Волго-Донская (1862 год)         |                                |
| Юго-Восточные (1895 год) | Ливенская (1871 год)     |                                          |                                  |                                |

- Юго-Западные: 1) Одесса — Ковель, с ветками Здолбуново — Радзивиллов и Кременец, Казатин — Киев, Казатин — Умань, Жмеринка — Волочиск, Жмеринка — Окница, Вапнярка — Шпола, Слободка — Новоселицы, Раздельная — Унгены и Рени; 2) Бирзула — Знаменка — Фастов, с веткой Бобринская — Черкассы; 3) Киев — Ковель, с ветками Коростень — Шепетовка — Каменец-Подольский и Гусятин и Сарны — Ровно

| Юго-Западные (1895 год) | Юго-Западные (1882 год) | Юго-Западные (1880 год)      | Одесская (1874 год)         | Одесско-Балтская (1865 год) |
| Юго-Западные (1895 год) | Юго-Западные (1882 год) | Юго-Западные (1880 год)      | Одесская (1874 год)         | Одесская портовая           |
| Юго-Западные (1895 год) | Юго-Западные (1882 год) | Юго-Западные (1880 год)      | Одесская (1874 год)         | Кишинёвская (1873 год)      |
| Юго-Западные (1895 год) | Юго-Западные (1882 год) | Юго-Западные (1880 год)      | Киево-Брестская (1871 год)  | Киево-Брестская (1870 год)  |
| Юго-Западные (1895 год) | Юго-Западные (1882 год) | Юго-Западные (1880 год)      | Киево-Брестская (1871 год)  | Киево-Балтская (1869 год)   |
| Юго-Западные (1895 год) | Юго-Западные (1882 год) | Юго-Западные (1880 год)      | Бресто-Граевская (1873 год) |                             |
| Юго-Западные (1895 год) | Юго-Западные (1882 год) | Бендеро-Галацкая (1877 год)  |                             |                             |
| Юго-Западные (1895 год) | Юго-Западные (1882 год) | Брестско-Одесская (1879 год) |                             |                             |
| Юго-Западные (1895 год) | Фастовская (1876 год)   |                              |                             |                             |

- - Южно-Уссурийская (см. Китайско-Восточная)
- Южные: 1) Курск — Севастополь, с ветками Белгород — Купянск, Джанкой — Феодосия и Керчь, Сарабуз — Евпатория; 2) Харьков — Знаменка — Николаев — Херсон, с ветками Люботин — Ворожба, Кременчуг — Ромны, Користовка — Пятихатки; 3) Полтава — Лозовая — Никитовка с ветками Краматорская — Попасная, Константиновка — Ясиноватая

| Южные (1917 год) | Южные (1907 год)            | Курско-Харьково-Севастопольская (1896 год) | Курско-Харьково-Азовская (1870 год) | Харьково-Таганрогская (1869 год)  |
| Южные (1917 год) | Южные (1907 год)            | Курско-Харьково-Севастопольская (1896 год) | Лозово-Севастопольская (1872 год)   |                                   |
| Южные (1917 год) | Южные (1907 год)            | Курско-Харьково-Севастопольская (1896 год) | Обоянская (1881 год)                |                                   |
| Южные (1917 год) | Южные (1907 год)            | Курско-Харьково-Севастопольская (1896 год) | Джанкой-Феодосийская (1892 год)     |                                   |
| Южные (1917 год) | Южные (1907 год)            | Харьково-Николаевская (1878 год)           | Харьково-Николаевская (1872 год)    | Харьково-Кременчугская (1869 год) |
| Южные (1917 год) | Южные (1907 год)            | Харьково-Николаевская (1878 год)           | Сумская (1878 год)                  |                                   |
| Южные (1917 год) | Белгород-Сумская (1904 год) |                                            |                                     |                                   |
| Южные (1917 год) | Токмакская (1914 год)       |                                            |                                     |                                   |

## Я
- - Ярославо-Вологодская (см. Северные)

## Галерея
- Карта железных дорог по состоянию на 1913 год